# 그랑프리 자동차 경주

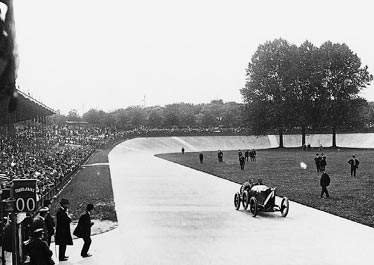
1912년 프랑스 그랑프리 대회

그랑프리 자동차 경주(Grand Prix motor racing)는 1894년 프랑스에서 시작된 자동차 경주에 그 뿌리를 두고 있다. 당시 열렸던 자동차 경주는 도시간 단순 도로 경주에서 시작해 점점 자동차와 경주 선수의 내구 테스트로 발전해 나갔다. 자동차 경주를 통한 경쟁에 의해 참가 자동차들은 얼마 되지 않아 100마일을 넘을 수 있게 된다. 그러나 경기가 일반 도로 상에서 진행되어 잦은 사고가 문제 시 되었다.
그랑프리 자동차 경주는 이후 포뮬라 자동차 경주로 발전하였다. 그 중에서 포뮬라 원은 그랑프리 자동차 경주를 전신으로 탄생한 자동차 경주 대회이다. 지금도 포뮬라 원에서 각각의 경주 대회를 그랑프리(Grand Prix)라 부른다.

## 기원
최초로 그랑프리(Grand Prix)라 이름붙은 자동차 경주는 프랑스 자동차 클럽(Automobile Club de France, ACF)의 주관 하에 1906년 6월 르망에서 개최되어 이틀동안 진행되었다. 자동차 경주장은 거의 삼각형으로 생겼고, 한 바퀴(lap)는 150킬로미터(65마일)였다. 한 바퀴를 주행하는 시간은 약 한시간이 소요되었고, 하루에 6바퀴를 달려야 했다. 당시 대회에서 12개의 자동차 제조 회사가 32개 팀으로 참가했는데, 르노 소속이었던 헝가리 출신의 페렝 씨쯔(Ferenc Szisz)가 총 1,260킬로미터를 달려 우승을 차지했다.

## 같이 보기
- 자동차 경주
- 포뮬러 원